# Учюнджю Агали
Учюнджю Агали (азерб. Üçüncü Ağalı) — село в Зангеланському районі Азербайджану.
Село розміщене на лівому березі річки Акарі, за 75 км на південь від районного центру, міста Бердзора.
В селі існують проблеми з працевлаштуванням, у найближчій лікарні відсутня машина швидкої допомоги, яка могла б оперативно госпіталізувати пацієнта, а також відсутність нових переробних підприємств.
21 жовтня 2020 було звільнене Національною армією Азербайджану внаслідок поновлених бойових дій у Карабасі.